# Интермедиерен филамент
Интермедиерните филаменти са семейство белтъци с общи структурни свойства. Наричат се интермедиерни, защото диаметърът им е между този на актиновите микрофиламенти и този на микротубулите, въпреки че първоначално са наречени интермедиерни, защото по размери са между тънките актиновите и дебелите миозиновите филаменти. Разположени са в клетки, които изпитват механично въздействие. Функцията име е да се противостоят на механично натоварване и да осъществят флексибелна поддръжка на клетъчната мембрана. Интермедиерните филаменти се свързват в снопове – тонофиламенти.
Разделят се на три основни групи:
- кератинови (намират се в епителните клетки и вземат участие в процеса кератинизация),
- виментиноподобни (изградени от белтъка виментин, намират се в ендотелни клетки, фибробласти, бели кръвни клетки, поддържат локализацията на клетъчното ядро)
- неврофиламенти (делят се на три типа – с ниска молекулна маса, средна и висока, често са свързани с аксоналните микротубули